# NGC 6589
NGC 6589 је рефлексиона маглина у сазвежђу Стрелац која се налази на NGC листи објеката дубоког неба.
Деклинација објекта је - 19° 46' 41" а ректасцензија 18h 16m 51,7s. Привидна величина (магнитуда) објекта NGC 6589 износи 12,6. NGC 6589 је још познат и под ознакама IC 4690, LBN 46, ESO 590-N14.